# Andó Kozue
Andó Kozue (安藤 梢; Hepburn: Andō Kozue) (Ucunomija, 1982. július 9. –) japán válogatott labdarúgó.

## Klub
A labdarúgást az Urava Reds csapatában kezdte, 2002 és 2009 között a csapat támadójaként játszott. 2004-ben és 2009-ben a liga legértékesebb játékosának választották. 146 bajnoki mérkőzésen lépett pályára és 98 gólt szerzett. 2010 és 2017 között Németországban játszott. A Duisburg (2010–2012), a Frankfurt (2013–2015) és az Essen (2015–2017) csapatában játszott. 2017-ben visszatért Japánba korábbi csapatához.

## Nemzeti válogatott
1999-ben debütált a japán válogatottban. A japán válogatott tagjaként részt vett az 1999-es, a 2007-es, a 2011-es, a 2015-ös világbajnokságon, a 2004., 2008. és 2012. évi nyári olimpiai játékokon. A japán válogatottban 126 mérkőzést játszott.

## Statisztika
| Japán válogatott | Japán válogatott | Japán válogatott |
| Időszak          | Mérk.            | gól              |
| ---------------- | ---------------- | ---------------- |
| 1999             | 1                | 0                |
| 2000             | 5                | 0                |
| 2001             | 0                | 0                |
| 2002             | 5                | 0                |
| 2003             | 1                | 2                |
| 2004             | 6                | 1                |
| 2005             | 9                | 1                |
| 2006             | 16               | 3                |
| 2007             | 9                | 0                |
| 2008             | 16               | 3                |
| 2009             | 3                | 1                |
| 2010             | 8                | 6                |
| 2011             | 18               | 0                |
| 2012             | 13               | 0                |
| 2013             | 5                | 1                |
| 2014             | 4                | 0                |
| 2015             | 7                | 1                |
| Összesen         | 126              | 19               |

## Sikerei, díjai
Japán válogatott
- Olimpiai játékok:  Ezüst; 2012
- Világbajnokság:  Arany; 2011,  Ezüst; 2015
- Ázsia-kupa:  Bronz; 2008, 2010

Klub
- Japán bajnokság: 2004, 2009

Egyéni
- Az év Japán játékosa: 2004, 2009
- Az év Japán csapatában: 2002, 2004, 2005, 2007, 2008, 2009